# تخت زفاف (فیلم ۱۹۶۳)
تخت زفاف (ایتالیایی: L'ape regina) فیلمی در ژانر کمدی به کارگردانی مارکو فرری است که در سال ۱۹۶۳ منتشر شد. از بازیگران آن می‌توان به اوگو تونیاتسی، مارینا ولادی، لیندا سینی، جان لوئیجی پولیدورو، و نینو وینجلی اشاره کرد.
ماریانا ولادی جایزه بهترین بازیگر زن جشنواره فیلم کن سال ۱۹۶۳ میلادی را برای بازی در این فیلم دریافت کرد.